# Frédéric Borel
Pour les articles homonymes, voir Borel.
Frédéric Borel, né le 17 novembre 1958 à Roanne (Loire), est un architecte français.

## Biographie
Il est diplômé de l'École spéciale d'architecture en 1982. Vers la fin de ses études, il a rencontré Christian de Portzamparc et il a travaillé avec lui pendant environ 3 ans. Il ouvre son agence en 1984 à Paris. Dans les années 1990, ses bâtiments aux volumes éclatés, dématérialisés en voiles parfois obliques, comme en apesanteur, ont été associés au courant déconstructiviste en France.
Il est membre du conseil d'administration de l'École Nationale Supérieure d'Architecture de Versailles.

Immeuble, 131 rue Pelleport, Paris.

## Quelques projets
- Immeuble, 30 rue Ramponeau, Paris, 1986[3].
- Immeuble, 100 boulevard de Belleville, Paris, 1989[3].
- Bâtiment de La Poste,113 rue Oberkampf, Paris, 1990[3].
- Palais de justice de Laval, 1996[4].
- Université d'Agen, 1998[3].
- Centre des impôts de Brive-la-Gaillarde, 1999[3].
- Immeuble, 131 rue Pelleport, Paris, 1999[3].
- Crèche Valmy, rue des Recollets, Paris[4].
- École maternelle, 1 rue Paul-Abadie, Paris, 2000[3].
- Palais de justice de Narbonne, 2005[3].
- Centre culturel du Mont-Saint-Aignan, 2006[3].
- École nationale supérieure d'architecture de Paris-Val de Seine, 2007[3].

## Décorations

### Décoration officielle
- Commandeur de l'ordre des Arts et des Lettres (2011[5])

### Distinction
- Grand prix national de l'architecture (2010[3])